# (6521) Pina
(6521) Pina est un astéroïde de la ceinture principale.

## Description
(6521) Pina est un astéroïde de la ceinture principale. Il fut découvert le 15 juin 1991 à l'observatoire Palomar par Eleanor Francis Helin. Il présente une orbite caractérisée par un demi-grand axe de 2,43 UA, une excentricité de 0,23 et une inclinaison de 9,9° par rapport à l'écliptique.

## Compléments